# Esa Vuorinen
Esa Vuorinen (* 25. Juni 1945 in Helsinki, Finnland) ist ein finnischer Kameramann, Drehbuchautor und Hochschullehrer.

## Leben
Nachdem Esa Vuorinen von 1968 bis 1972 an der Aalto-Universität Helsinki, konnte er bereits 1972 mit dem finnischen Drama Niilon oppivuodet seine erste Arbeit als eigenständiger Kameramann verbuchen. Für diesen schrieb er genauso wie an Zu Weihnachten nach Hause am Drehbuch mit. Anschließend konzentrierte sich Vuorinen voll auf die Kameraarbeit und drehte etliche Spielfilme, bevor er 1988 mit Im Schatten des Raben erstmals einen isländischen Film drehte. Anschließend folgten mit Im Zeichen der Schlange und Guten Abend, Herr Wallenberg zwei schwedische Produktionen, wobei er für die letztere als erster Finne überhaupt den schwedischen Filmpreis Guldbagge für die Beste Kamera erhielt. Es sollten mit Svenska hjältar und Dubbel-8 jeweils zwei weitere Nominierungen folgen. Damit war er häufiger für den schwedischen als für den finnischen Filmpreis Jussi nominiert, denn lediglich für Runoilija ja muusa und Tango Kabaree erhielt er jeweils eine Jussi-Nominierung.
Neben seiner Engagement bei der Finnish Society of Cinematographers, deren Mitglied er seit 1983 ist und Vorsitzender er von 1995 bis 2001 war, lehrte Vuorinen als Professor an der Aalto-Universität von 1999 bis 2007. Ebenfalls war er Gastdozent am Dramatiska institutet in Stockholm und an der Hochschule Lillehammer.

## Filmografie (Auswahl)
| - 1972: Niilon oppivuodet - 1975: Zu Weihnachten nach Hause (Jouluksi kotiin) - 1978: Runoilija ja muusa - 1981: Das Zeichen der Bestie (Pedon merkki) - 1982: Abschied (Avskedet) - 1983: 250 Gramm - Das radioaktive Vermächtnis (250 grammaa - radioaktiivinen testamentti) - 1986: Das Schloss (Linna) - 1988: Im Schatten des Raben (Í skugga hrafnsins) - 1989: Im Zeichen der Schlange (Kronvittnet) | - 1990: Guten Abend, Herr Wallenberg (God afton, Herr Wallenberg) - 1992: Brunnen (Kaivo) - 1993: Großvaters Reise (Morfars resa) - 1997: Svenska hjältar - 2000: Dubbel-8 - 2001: Tango Kabaree - 2003: Kommer du med mig då - 2007: Raja 1918 - 2010: För kärleken |

## Auszeichnungen
| - Guldbagge - 1991: Beste Kamera - Guten Abend, Herr Wallenberg - 1998: Beste Kamera - Svenska hjältar (nominiert) - 2001: Beste Kamera - Dubbel-8 (nominiert) | - Jussi - 1979: Beste Kamera - Runoilija ja muusa (nominiert) - 2002: Beste Kamera - Tango Kabaree (nominiert) |